# Espenau
Espenau est une municipalité allemande située dans le land de la Hesse et l'arrondissement de Cassel.

## Jumelage
- Gangloffsömmern (Allemagne) depuis le 27 février 1993[1]

## Source et références
1. ↑  « Paten-/Partnerschaften » Site web de la commune d'Espenau, consulté le 25 mars 2017.